# Der fromme Tanz

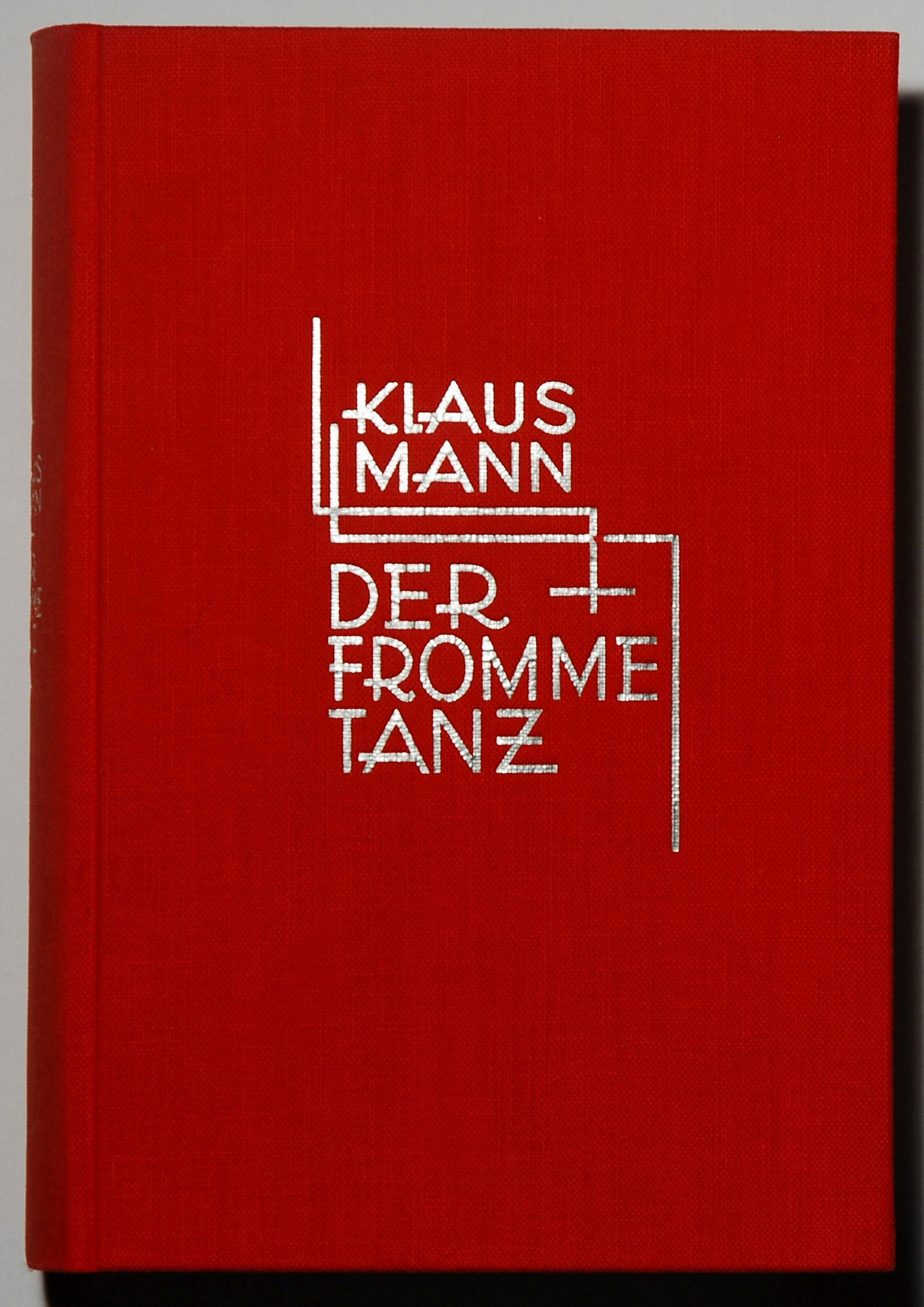
Verlagseinband der Erstausgabe 1926

Der fromme Tanz (Untertitel: Das Abenteuerbuch einer Jugend) war der erste von sieben Romanen von Klaus Mann. Er wurde 1926 im Enoch Verlag, Hamburg, veröffentlicht und gilt als einer der ersten deutschsprachigen Homosexuellen-Romane.

## Handlung
Der Protagonist Andreas stammt aus großbürgerlichem Elternhaus. Der achtzehnjährige Dichter reist nach Berlin, um das Großstadtleben zu entdecken. Dort taucht er in die Bohème ein und versucht, die Hoffnungen und Ziele seiner Generation literarisch zu verarbeiten. Er reist seiner männlichen Liebe nach Paris hinterher, bleibt jedoch einsam zurück.

## Entstehung
Klaus Mann veröffentlichte den Roman im Alter von neunzehn Jahren. Wie seine Hauptfigur stammte auch er aus großbürgerlichen, intellektuell-künstlerischen Verhältnissen. Es ist deshalb naheliegend, dass der Roman autobiografische Züge trägt, zumal Klaus Mann 1924 in Berlin lebte und im Frühjahr 1925 Paris bereist hatte.

## Wirkung
Mit diesem Roman bekannte sich Klaus Mann öffentlich zu seiner Homosexualität. Der fromme Tanz wurde für den Autor ein Achtungserfolg und kam beim Publikum gut an, obwohl Homosexualität in der Weimarer Republik unter Strafe stand. Von den Kritikern wurde Manns offene Schilderung gleichgeschlechtlicher Liebe als geschmacklose sexuelle Ausschweifung bemängelt. Ihrer Ansicht nach war der Erfolg nur auf den Umstand zurückzuführen, dass es sich bei dem Verfasser um den Sohn des Schriftstellers Thomas Mann handelte.